# Марк Клавдій Марцелл (консул 196 року до н. е.)
Марк Клавдій Марцелл (лат. Marcus Claudius Marcellus; 236 до н. е. — 177 до н. е.) — політичний та військовий діяч Римської республіки, консул 196 року до н. е., цензор 189 року до н. е.

## Життєпис
Походив з плебейської гілки роду Клавдіїв. Син Марка Клавдія Марцелла, консула 222 року до н. е. У 226 році до н. е. зазнав сексуальних переслідувань з боку еділа Гая Скантинія Капітоліна.
У 208 році до н. е. служив військовим трибуном в армії батька. Був з ним при Венузії, де також потрапив у засідку, але залишився живим. У 205 році до н. е. Марк освятив храм Честі та Доблесті, побудований ще батьком. У 204 році до н. е. його обрано народним трибуном, супроводжував сенатську комісію з розслідування зловживань Публія Корнелія Сципіона Африканського на Сицилії. У 200 році до н. е. — курульний еділ. На цій посаді продавав населенню зерно за низькою ціною. Також під час своєї каденції провів гарно влаштовані Римські ігри. У 198 році до н. е. на посаді претора Марцелл керував Сицилією.
У 196 році до н. е. його обрано консулом разом з Луцієм Фурієм Пурпуріоном. Побажав отримати як провінцію Македонію. Але народ проголосував проти війни й Марцелл отримав Італію. Після цього почав війну з галлами у північній Італії, під час якої спочатку зазнав поразки від боїв, потім здолав інсумбрів, сплюндрував місто Ком. Згодом разом з Пурпуріоном розбив боїв. За перемогу над інсумбрами отримав тріумф. У цьому ж році став членом колегії понтифіків.
У 195 році до н. е. був членом посольства до Карфагену, під час якого були зауважено на необхідності видачі Ганнібала Риму, позаяк той готує нову війну. У 193 році до н. е. призначений легатом до консула Луція Корнелія Мерули у війні із боями.
У 189 році до н. е. його обрано цензором разом з Титом Квінкцієм Фламініном. Цензори виключили із складу сенату 4 осіб, віддали на відкуп укріплення Капітолія, зміцнення міської дороги, провели перепис населення та здійснили люстрацію.

## Родина
Діти:
- Марк Клавдій Марцелл, консул 166 року до н. е.